# ISPS Handa Match Play
ISPS Handa Global Cup är sedan 2015 en årligen arrangerad golftävling på den japanska golftouren. Titelsponsor är International Sports Promotion Society (ISPS).
Tävlingen spelas på olika banor i Japan, 2016 spelades den på Tokinodai Country Club utanför Hakui. Banan är par 71 och 6,249 meter lång.

## Vinnare
| År   | Golfbana               | Spelare        | Nationalitet | Resultat | Mot par |
| ---- | ---------------------- | -------------- | ------------ | -------- | ------- |
| 2015 | Vintage Golf Club      | Toshinori Muto | Japan        | 270 slag | −14     |
| 2016 | Tokinodai Country Club | Park Jun-won   | Sydkorea     | 267 slag | −17     |